# 아라가초튼주

아라가초튼주의 위치

아라가초튼주(아르메니아어: Արագածոտնի մարզ)는 아르메니아 서부에 위치한 주로, 주도는 아슈타라크이며 면적은 2,753km2, 인구는 126,278명(2002년 기준)이다. 주 이름은 "아라가츠산(아르메니아에서 가장 높은 산) 기슭"을 뜻한다. 서쪽으로는 터키, 북쪽으로는 시라크주, 북동쪽으로는 로리주, 동쪽으로는 코타이크주, 남동쪽으로는 예레반, 남쪽으로는 아르마비르주와 접한다.

## 같이 보기
- 아라가츠산